# Egzarchat patriarszy Damaszku
Egzarchat patriarszy Damaszku – jednostka administracyjna Kościoła katolickiego obrządku ormiańskiego z siedzibą w Damaszku, obejmująca swoim zasięgiem terytorium południowej Syrii.

## Charakterystyka
Egzarchat patriarszy, jako jednostka administracji Kościołów wschodnich, jest strukturą w pewnym sensie analogiczną do łacińskiej prefektury apostolskiej. Jego ordynariusze zazwyczaj nie są biskupami (w przeciwieństwie do egzarchów apostolskich) i kierują podległym sobie terytorium w imieniu patriarchy. 
Egzarchat patriarszy Damaszku obejmuje swoją jurysdykcją katolików ormiańskich w Damaszku i okolicach. W jego skład wchodzi jedna parafia: w Damaszku.
Główną świątynią egzarchatu jest kościół Matki Bożej Królowej Wszechświata w Damaszku.

## Historia
Ormiańska wspólnota katolicka w Damaszku powstała w 1763 r. za pontyfikatu patriarchy Mikaela Bedrosa III Kaspariana. 
Egzarchat patriarszy Damaszku został utworzony  6 listopada 1984.

## Ordynariusze
Egzarchowie patriarszy Damaszku
- ks. Kevork Tayroyan (1984 – 1997)
- bp Joseph Arnaouti ICPB (1997 – 2023)
- bp Kévork Assadourian ICPB (od 2023)[2]